# Hudlice
Hudlice är en ort i Tjeckien.   Den ligger i regionen Mellersta Böhmen, i den centrala delen av landet, 40 km väster om huvudstaden Prag. Hudlice ligger 412 meter över havet och antalet invånare är 1 206.
Terrängen runt Hudlice är huvudsakligen kuperad, men västerut är den platt.Runt Hudlice är det tätbefolkat, med 308 invånare per kvadratkilometer. Närmaste större samhälle är Beroun, 7,2 km öster om Hudlice. I omgivningarna runt Hudlice växer i huvudsak blandskog.